# Pietro Soddu
Pietro Soddu (Benetutti, 19 giugno 1929) è un politico italiano, ex presidente della Regione Sardegna.

## Biografia
Laureato in giurisprudenza, è un esponente storico della DC in Sardegna, partecipando all'impresa dei cosiddetti giovani turchi. È stato consigliere comunale e sindaco del suo paese natale (1952), consigliere e assessore provinciale di Sassari (1956), consigliere regionale per cinque legislature (1961-1983), più volte assessore dal 1963 (Rinascita, Industria, Sanità).
È stato eletto tra il 1972 ed il 1980 per ben sette volte presidente della Regione Sardegna. Nel 1983, diventa deputato nazionale con la DC, carica che ha mantenuto fino al 1994. Al termine della Prima Repubblica, scioltasi la DC nel clima politico negativo creato da Tangentopoli e dal processo per mafia nei confronti di Giulio Andreotti, si è schierato con il Partito Popolare Italiano.
Poi è stato presidente della provincia di Sassari per la coalizione di centrosinistra dal 1995 al 2000, quando è stato sconfitto al ballottaggio da Franco Masala. Dal maggio del 2006 è consigliere comunale nel Comune di Benetutti e anima del movimento politico Democrazia Federale, politico da sempre attento e molto vicino al mondo dell'arte, crea pezzo dopo pezzo il "Piccolo Atlante della Sardegna", la cosiddetta Collezione Soddu Tanda, quest'ultima itinerante e costituita da un centinaio di opere dei più importanti artisti sardi e non solo, donata agli inizi del Duemila al Comune di Benetutti. Dal 2004 al 2010 è stato membro del C.D.A del Museo Stazione dell'arte di Ulassai.